# گریگوریفکا
گریگوریفکا (به لاتین: Grigoryevka) یک منطقهٔ مسکونی در روسیه است که در استان آمور واقع شده‌است.